# أل هاشم عليا
أل‌ هاشم عليا هي قرية في مقاطعة خلخال، إيران. عدد سكان هذه القرية هو 307 في سنة 2006.